# Николас Икономидис
Николас Икономидис или Влахос (на гръцки: Νικόλας Οικονόμος, Βλάχος) e гръцки духовник и революционер, деец на гръцката въоръжена пропаганда в Македония от началото на XX век.

## Биография
Роден е в 1874 година в тракийското градче Мюрефте, но по произход е от македонското градче Правища, тогава в Османската империя, днес в Гърция. Учи в Правища. Става духовник и подкрепя борбата на гръцките чети с българските чети на ВМОРО в Източна Македония. В 1906 година става свръзка на Дукас Дукас и Константинос Даис.
По време на вдовството на Елевтеруполската епархия от убийството на митрополит Герман на 6 юли 1917 година до възкачването на катедрата в Правища на митрополит Константин на 13 октомври 1922 година, отец Николас е архиерейски наместник в Правища. На два пъти е арестуван от българските власти през 1913 и 1917 година.
По време на Втората световна война българските окупационни власти му забраняват достъпа до катедралния храм „Свети Николай“. Обявен е за агент от трети ред.
Умира в 1942 година.